# Tu-22M
Tu-22M (ros. Ту-22М, oznaczenie NATO Backfire) – radziecki/rosyjski samolot bombowy średniego lub dalekiego zasięgu przeznaczony do wykonywania uderzeń bombowo-rakietowych na cele naziemne rozmieszczone w strefie operacyjnej przeciwnika. Spotykane jest również oznaczenie Tu-26.
Projekt Tu-22M stanowi następcę innego modelu Tupolewa – Tu-22. Najbardziej widoczną różnicą jest zastosowanie w konstrukcji Tu-22M skrzydeł o zmiennej geometrii. Backfire miał być również zdolny do przeprowadzenia ataków międzykontynentalnych (w tym nuklearnych) na cele w Stanach Zjednoczonych.

## Historia
Na początku lat 60. XX wieku w Związku Radzieckim zaczęto prace nad nowym modelem naddźwiękowego bombowca, następcy Tu-22. Wymagania wobec samolotu obejmowały zdolność do lotu z szybkością ponaddźwiękową dla przełamania obrony powietrznej nieprzyjaciela, a także do lotu poddźwiękowego na małej wysokości na dalekie odległości. Biuro konstrukcyjne Tupolewa postanowiło udoskonalić konstrukcję Tu-22 przez dodanie skrzydeł o zmiennym skosie, jednak pierwsze dwa prototypy oznaczone „106” i „125” zostały odrzucone przez rząd (zaakceptowano projekt biura Suchoja pod nazwą T-4 w 1962 roku). Kolejny projekt („145”) miał być alternatywą dla T-4, ale po przerwaniu prac przez OKB Suchoja w 1967 prace nad nim nabrały rozpędu.
Pierwszy z pięciu prototypów serii „145” oblatano 30 sierpnia 1969 roku. Oznaczono go jako Tu-22M0, co miało sugerować, że bombowiec ten jest tylko niewielką modyfikacją Tu-22 i zaniżać jego wartość bojową w trakcie negocjacji rozbrojeniowych SALT II (według innych autorem tej mistyfikacji było samo biuro Tupolewa, chcące ułatwić sobie finansowanie z budżetu państwa). Pierwszy samolot seryjny wystartował w lipcu 1971 roku, a produkcję rozpoczęto w Kazaniu już jako Tu-22M1 (kod NATO Backfire-A). Wkrótce jednak produkcja została wstrzymana, a w maju 1973 oblatano prototyp kolejnej, udoskonalonej wersji – Tu-22M2 (Backfire-B). Samolot został oficjalnie przyjęty do uzbrojenia w 1975, jednak już wtedy biuro konstrukcyjne Tupolewa rozpoczęło projektowanie następnej modernizacji. Budowa wersji M2 zakończyła się zatem na liczbie 279 egzemplarzy, a 20 czerwca 1977 roku w powietrze wzbił się pierwszy Tu-22M3 (Backfire-C), przyjęty następnie do uzbrojenia w 1983. Wariant ten charakteryzował się nowymi silnikami NK-25, bardziej efektywnym uzbrojeniem i wyposażeniem awionicznym (w NK-25 wyposażona była też wersja Tu-22M2Je, co jednak nie poprawiło jej osiągów) oraz większym maksymalnym skosem skrzydeł (65 stopni). Konstruktorzy postanowili również zmienić układ wlotów powietrza do silników – stosowane dotychczas rozwiązanie w postaci powiększonych w stosunku do znanych z Tu-28, bocznych kanałów z centralnymi stożkami generowało trudne w kompensacji, niesymetryczne siły aerodynamiczne – zastąpiono je wydłużonymi wlotami prostokątnymi z klinami. Ogółem w latach 1971–1997 zakłady KAPO im. Gorbunowa w Kazaniu wyprodukowały 497 egzemplarzy wszystkich odmian samolotu Tu-22M, z czego 222 egzemplarze Tu-22M3, w tym rozpoznawcze Tu-22MR oraz Tu-22MP przeznaczone do walki radioelektronicznej.

## Opis techniczny
Tu-22M wszystkich serii to dwusilnikowe, czteromiejscowe samoloty bombowe średniego zasięgu. Ich konstrukcja opiera się na zastosowaniu kadłuba nośnego o konfiguracji prostopadłościennej na całej jego długości oraz skrzydeł o zmiennym skosie (podobnie jak w amerykańskim General Dynamics F-111 Aardvark). Konstrukcja o układzie dolnopłata, całkowicie metalowa. Przednia część kadłuba mieści przedziały wyposażenia awionicznego oraz instalację do tankowania w powietrzu (zdemontowana po podpisaniu przez Związek Socjalistycznych Republik Radzieckich układu SALT). Miejsca w kabinie załogi rozmieszczone są w dwóch rzędach (samolot ma dwie pary odchylanych do góry drzwi): z przodu obok siebie siedzi dwóch pilotów, za nimi nawigator i operator uzbrojenia. Cała załoga dysponuje fotelami wyrzucanymi typu KT-1 klasy zero-zero, w systemie ratownictwa ASS.
Zarówno kadłub jak i skrzydła samolotu mają konstrukcję półskorupową z zintegrowanymi zbiornikami paliwa. Skrzydła samolotu podzielone są na część nieruchomą połączoną z kadłubem oraz ruchomą, której kąt skosu zmienia się automatycznie w czasie lotu w przedziale od 20° do 65° (dla Tu-22M3; wcześniejsze wersje miały mniejszy kąt maksymalny). Obie części łączą połączenia przegubowe. Każda ma budowę dwudźwigarową z hermetycznymi kesonami stanowiącymi zbiorniki paliwowe integralne. Ruch skrzydeł (zmianę skosu) zapewniają dwa silniki hydrauliczne ze śrubowymi siłownikami, poruszanymi dzięki dwóm niezależnym obwodom hydraulicznym (rozwiązanie zwiększające niezawodność). Przeguby umiejscowione są tak, aby obrót w pełnym zakresie nie powodował przesunięcia względnego środka parcia o więcej niż 2%. Ponadto część ruchoma skrzydła wyposażona jest w tylnej części w dwuszczelinowe klapy wychylane pod kątem 23° (do startu) i 40° (do lądowania) do reszty skrzydła, a także trójsekcyjne klapy na krawędzi natarcia. Usterzenie poziome umieszczone w części ogonowej ma konstrukcję płytową i jest wychylane zgodnie lub różnicowo – w zakresie dużych kątów natarcia pełni rolę sterów przechylenia. Do sterowania poprzecznego służą też trójsekcyjne przerywacze na skrzydłach (przy małych i średnich kątach natarcia; samolot nie posiada klasycznych lotek). Usterzenie pionowe samolotu to klasyczna pojedyncza płetwa ogonowa z podziałem na ster i statecznik, zwężana ku górze. W dolnej jej części mieści się dodatkowy zbiornik paliwa. Ster kierunku jest wyważony masowo oraz odciążony aerodynamicznie (współczynnik kompensacji równy 15,1%).
Tu-22M napędzany jest dwoma dwuprzepływowymi silnikami turboodrzutowymi typu Klimow NK-22 lub NK-25, każdy o maksymalnym ciągu z dopalaniem odpowiednio 196,1 kN lub 245,2 kN. Rozruszniki silników są pneumatyczne. Podwozie samolotu każdej z wersji jest trójpodporowe: z przodu koło podwójne, z tyłu zdwojone, sześciokołowe podwozie główne z hamulcami wyposażonymi w wentylatory chłodzące zasilane prądem trójfazowym o stałej częstotliwości. Podwozie chowane jest w całości do wnęk kadłubowych. W tylnej części kadłuba zamontowane są elektropneumatyczne wyrzutniki spadochronu hamującego złożonego z dwóch czasz o powierzchni 52 m² każda. Służy on skróceniu dobiegu lub przerwaniu rozbiegu samolotu w sytuacji awaryjnej.

## Wyposażenie awioniczne
System nawigowania samolotu jest bezwładnościowy; korzysta on z danych przekazywanych przez nawigacyjny radar dopplerowski DISS A322 Z. Do zadań bombardiersko-nawigacyjnych służy radiolokator umieszczony w przedniej części kadłuba (wykrywalność celów średniej wielkości już z odległości 150–200 km) oraz celownik optyczny OBP-15T w owiewce pod kabiną. Za współpracę tych urządzeń odpowiada komputer pokładowy typu NI-50BM, a ich uzupełnienie stanowią dwa wysokościomierze radiowe RW-18, system identyfikacji swój – obcy SRZO-2 (lub nowszy), dwa radiokompasy automatyczne ARK-15, odbiornik radiosygnałów MRP-56P, system przyrządowego lądowania SP-50 oraz pokładowe urządzenia bliskiej i dalekiej nawigacji. Łączność zewnętrzną samolotu zapewniają dwie radiostacje UHF R-832M i jedna HF R-846, a wewnętrzną – rozmównica pokładowa SPU-10. W skład tego kompleksu wchodzi również zestaw kodujący korespondencję radiową.
Tu-22M posiada również wyposażenie radioelektroniczne o charakterze obronnym. Głównym jego elementem jest system Urał: stacje zakłóceń aktywnych (odzewowych) SPS-171 i SPS-172, stacja wykrywająco-ostrzegawcza Sirena-3, generator zakłóceń szumowych AG-56 oraz wyrzutnie dipoli i flar (zamocowane u spodu usterzenia poziomego). Całości dopełnia odbiornik LO-82 Mak ostrzegający o odpaleniu w kierunku samolotu pocisków rakietowych. Do koordynacji działań tak wielu urządzeń służy osobny komputer systemu obronnego CWU-10.022. Operator uzbrojenia ma również do dyspozycji działko pokładowe, do którego sterowania służy celownik telewizyjny TP-1 oraz radiolokator obserwacji tylnej półsfery PRS-4KM.
Na Tu-22M3 poważną modernizację przeszła instalacja elektryczna samolotu. Podstawowy system zasilania – 6 generatorów prądu stałego o napięciu 27 V – został zastąpiony przez generatory prądu przemiennego o stałej częstotliwości, co osiągnięto dzięki zainstalowaniu na nowych silnikach NK-25 hydromechanicznych stabilizatorów obrotów. Zmiana ta wymuszona została przez zapotrzebowanie nowoczesnego osprzętu awionicznego na prąd stałoczęstotliwościowy i umożliwiła rezygnację z ciężkich elektromagnetycznych przetworników prądu przemiennego oraz pomocniczego zespołu napędowego do zasilania wentylatorów chłodzących hamulce kół. Ponadto na Tu-22M3 zamontowane są akumulatory niklowo-kadmowe (zastąpiły akumulatory ołowiowo-kwasowe).
Tu-22MR korzystają z lotniczego aparatu fotograficznego AFA-15 oraz zestawu sensorów wbudowanego w komorę bombową.
Tu-22M nie są przystosowane do działania na bardzo małej wysokości, ponieważ ich system radarowy nie ma możliwości śledzenia i automatycznego omijania przeszkód terenowych.

## Uzbrojenie
Do celów ofensywnych Backfire może być uzbrojony w kierowane pociski rakietowe klasy powietrze-powierzchnia oraz bomby o maksymalnej masie łącznej nieprzekraczającej 24 000 kg. Do ich przenoszenia służy komora bombowa oraz cztery węzły podwieszeń (dwa podskrzydłowe i dwa pod obudowami wlotów powietrza do silników). Podstawowe środki rażenia to zestaw trzech pocisków powietrze-ziemia typu Raduga Ch-22 (w kodzie NATO AS-4 Kitchen, zdolnych do przenoszenia głowic nuklearnych) rozmieszczonych symetrycznie: jeden pod kadłubem częściowo schowany na belce BD-45K oraz dwa pod skrzydłami na belkach BD-206. W normalnych warunkach samolot przenosi jednak tylko jeden taki pocisk.
Drugi wariant uzbrojenia Tu-22M stanowią kierowane pociski krótkiego zasięgu klasy powietrze-ziemia Raduga Ch-15 (kod NATO AS-16 Kickback) używane do przełamywania obrony powietrznej przeciwnika i przenoszone na sześciomiejscowej obrotowej wyrzutni MKU-6 montowanej w komorze bombowej. W tym wariancie na węzłach zewnętrznych podwieszone mogą być kolejne cztery Ch-15 lub konwencjonalne bomby o wagomiarze do 500 kg, po dziewięć na jednej belce MBD3-U9-68 mocowanej do węzła (łącznie 36 bomb).
Ostatni wariant to bomby konwencjonalne o wagomiarze do 3000 kg podwieszone w komorze bombowej na belkach KD-4-105A lub KD-3-22R oraz (podobnie jak w wariancie drugim) 250 lub 500-kilogramowe bomby na węzłach zewnętrznych. Tu-22M może być również uzbrojony w bomby kierowane (laserowo lub telewizyjnie) typu KAB-1500 i UPAB-1500; brak jest jednak informacji na temat sposobu ich przenoszenia.
Tu-22M wszystkich serii to samoloty stricte bombowe, nie przenoszą więc rakiet klasy powietrze-powietrze. Ich jedynym uzbrojeniem defensywnym pozostaje zatem dwulufowe działko GSz-23 umieszczone w ogonie samolotu w wieżyczce UK-9A-802, sterowane zdalnie ze stanowiska operatora uzbrojenia (jedno – na Tu-22M3; dwa – na samolotach starszych wersji).

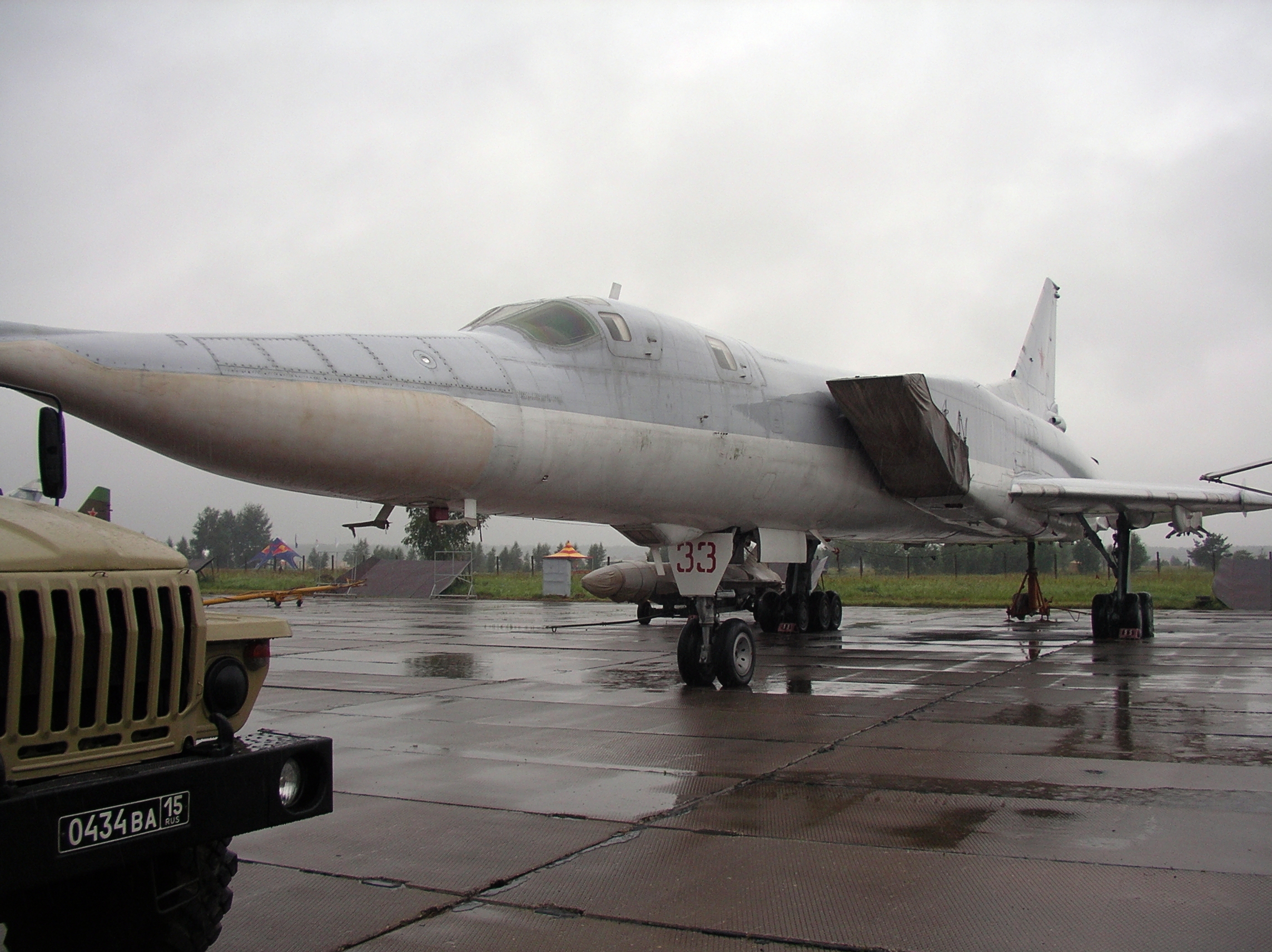
Tu-22M3, Monino 2004

## Kontrowersje
Oznaczenie Tu-22M mające zaniżać wysoką wartość bojową samolotu początkowo spełniło swoje zadanie. Amerykański wywiad uznał Backfire za samolot o znaczeniu peryferyjnym, niezdolny do lotów międzykontynentalnych (stąd zapewne jego dość pogardliwy kryptonim w kodzie NATO). Pogląd ten zdawało się potwierdzać rozmieszczenie pułków Tu-22M w bazach północnej Syberii, gdzie ich użytkowanie dodatkowo pogarszały warunki pogodowe. Tymczasem samoloty operujące z okręgu czukockiego bez tankowania w powietrzu mogły razić cele na zachodnim wybrzeżu USA, a z tankowaniem – niemal na całym obszarze Stanów Zjednoczonych.
Po raz pierwszy temat zasięgu Backfire'a w rozmowach radziecko-amerykańskich został poruszony w trakcie negocjacji układu SALT II i chociaż strona radziecka z uporem twierdziła, że jest to wyłącznie bombowiec o zasięgu taktycznym, niezdolny do misji interkontynentalnych, negocjatorzy amerykańscy wymogli na Leonidzie Breżniewie obietnicę usunięcia instalacji do tankowania w powietrzu z Tu-22M oraz ograniczenie liczebności produkcji (max. 30 rocznie). Było to jedno z niewielu dotrzymanych przyrzeczeń układu SALT II.
Mimo to przez cały okres lat 80. Backfire pozostawał samolotem-zagadką, który przez swoją tajemniczość trzymał w szachu amerykańskie dowództwo wojskowe i wymógł zwiększenie funduszy na rozwój amerykańskiego lotnictwa. Atmosferę niepewności podgrzewały relacje prasowe cytujące wypowiedzi radzieckiego zdrajcy o niedocenianiu wartości Tu-22M, który miał być regularnie testowany na odległościach międzykontynentalnych, a instalacje do tankowania miały być bardzo łatwe w montażu i demontażu. Sama nazwa miała być błędna i z premedytacją myląca, gdyż w ZSRR samolot miał się nazywać Tu-26. Ostateczne potwierdzenie wyłącznie taktycznego zasięgu Tu-22M zostało zawarte dopiero w układzie START I z 31 lipca 1991 roku.

## Użycie
Od momentu wejścia do służby największym użytkownikiem Tu-22M pozostaje rosyjskie Lotnictwo Dalekiego Zasięgu, posiadające co najmniej 125 maszyn. Podstawowym zadaniem Backfire’ów w tej formacji wojskowej jest penetracja nieprzyjacielskiego terytorium i niszczenie bombami i pociskami kierowanymi celów położonych głęboko na zapleczu przeciwnika, poza zasięgiem Su-24 Fencer. Drugim wielkim użytkownikiem jest rosyjskie Lotnictwo Morskie, do którego na początku lat 90 XX wieku przeniesiono 47 samolotów Tu-22M, stacjonujących obecnie głównie w bazach na dalekiej północy. Rosyjscy dowódcy doszli bowiem do wniosku, że mogą być one skutecznym narzędziem w walce z amerykańskimi grupami lotniskowcowymi przy zastosowaniu pocisków AS-4 Kitchen i AS-6 Kingfish.
Po raz pierwszy Tu-22M zostały użyte w warunkach bojowych w końcowej fazie wojny w Afganistanie. Wykonywały one konwencjonalne rajdy bombowe chroniąc w ten sposób wycofujące się wojska radzieckie. W późniejszym okresie (na początku lat 90 XX w.) z powodu braku części zamiennych gotowość bojowa wielu pułków Tu-22M spadła jednak do poziomu 30%-40%. Pomimo tego Backfire'y wzięły udział w pierwszej wojnie czeczeńskiej dokonując ataków na cele w pobliżu Groznego w 1995 roku.
Po upadku ZSRR spora część floty Tu-22M przypadła w udziale Ukrainie i Białorusi. Jeszcze w roku 1999 Ukraińskie Siły Powietrzne posiadały ok. 60 Backfire’ów podzielonych na dwa pułki stacjonujące w bazach w Pryłukach i Połtawie. W ramach programu Nunn-Lugar w listopadzie 2001 rządy ukraiński i amerykański podjęły decyzję o zniszczeniu 47 ukraińskich Tu-22, w tym 25 nowoczesnych Tu-22M z Połtawy. W maju 2004 podobny los spotkał kolejnych 6 samolotów z pułku w Mikołajowie. Obecnie Ukraina nie posiada broni jądrowej ani środków jej przenoszenia, w tym samolotów Tu-22M. Liczebność tych bombowców w siłach powietrznych Białorusi oceniana była na 52 egzemplarze, nieznany jest jednak ich obecny los. W spisach samolotów wojskowych użytkowanych na Białorusi dokonanych po 1996 roku nie figurują Tu-22M; również według nieoficjalnych wypowiedzi osób pracujących w białoruskich wojskach lotniczych samolotów tych nie ma w eksploatacji. Prawdopodobnie zostały one przekazane siłom powietrznym Rosji.

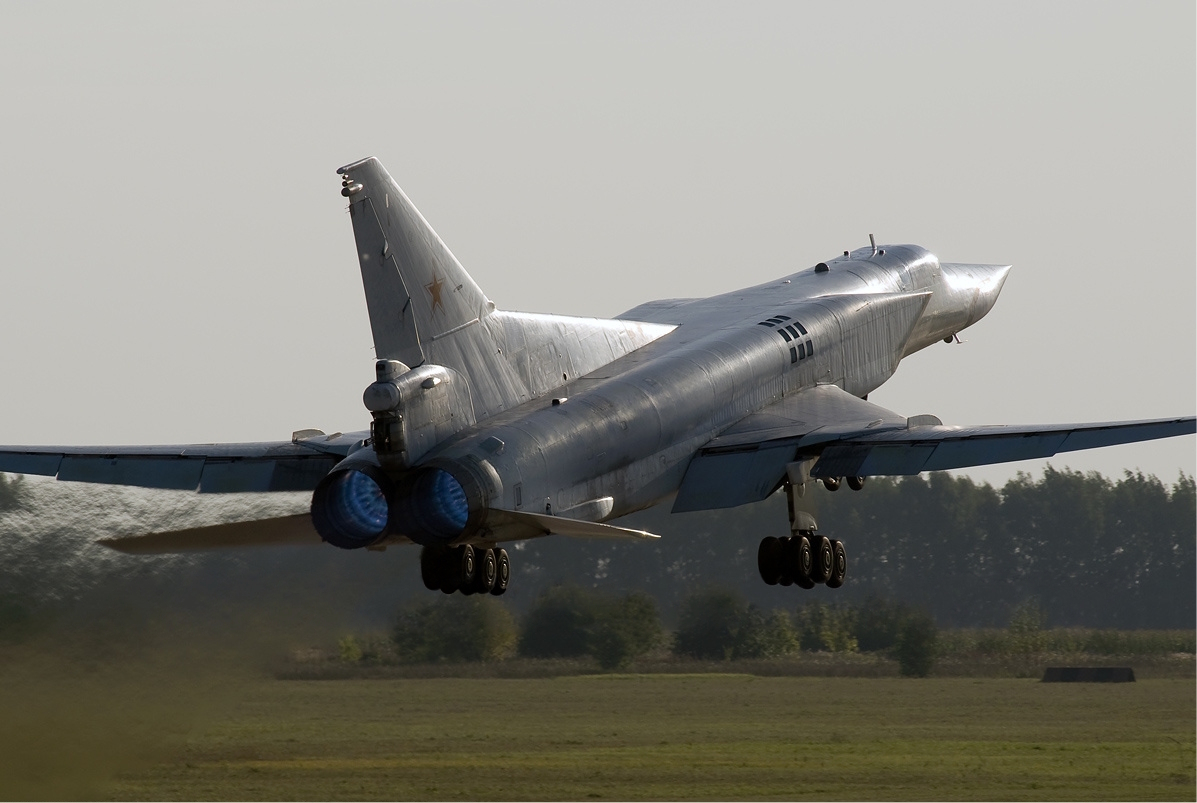
Start Tu-22M3 z użyciem dopalacza

Zakupem Tu-22M od Rosji zainteresowane są dwa wielkie państwa azjatyckie: Chiny oraz Indie. W grudniu 1999 ogłoszona została decyzja o wypożyczeniu czterech egzemplarzy Backfire Indyjskim Siłom Powietrznym oraz o planowanej modernizacji indyjskich Tu-142 i Ił-38 przez Rosjan. W styczniu 2004 Indie zawarły umowę na zakup rosyjskiego lotniskowca „Admirał Gorszkow”, jednak umowa o kupnie Tu-22M nie została podpisana.
Chiny interesują się tym nowoczesnym bombowcem ze względu na coraz większe zapóźnienie technologiczne chińskiego lotnictwa bombowego i jego H-6 Badger. Zakup Tu-22M pozwoliłby Chinom znacznie zwiększyć zasięg działania ich sił powietrznych. Pod koniec lat 90 XX wieku Rosja kategorycznie sprzeciwiła się sprzedaży Chinom tak nowoczesnej broni jak Tu-22M w obawie przed destabilizacją równowagi militarnej na Dalekim Wschodzie.
9 sierpnia 2008 roku grupa maszyn z 52 Pułku Bombowców Ciężkich stacjonujących na stałe w Szajkowce koło Kirowa wykonywała atak bombowy na cele w okolicach miasta Gori w czasie wojny w Osetii Południowej. Po wykonaniu zadania samoloty zostały ostrzelane przez gruzińskie rakiety przeciwlotnicze, 9K37 Buk lub S-200. Jeden z bombowców został zestrzelony. Z całej, czteroosobowej załogi ocalał jedynie jej drugi pilot. Bezpośrednio po stracie Rosjanie rozpowszechnili informację jakoby maszyna wykonywała lot rozpoznawczy.
17 listopada 2015 roku Tu-22M3 Sił Powietrzno-Kosmicznych FR dokonały bombardowań bombami OFAB-250-270 celów należących do przeciwników syryjskiego rządu, za zgodą Prezydenta Syrii Baszszara al-Asada.
21 lipca 2016 roku formacja sześciu Tu-22M3 przeprowadziła bombardowania pozycji tzw. Państwa Islamskiego w okolicy miasta Palmyra w prowincji Hims. 11 sierpnia 2016 roku, po raz kolejny sześć bombowców Tu-22M3, które wystartowały z terytorium Federacji Rosyjskiej, zbombardowało cele na terytorium tzw. Państwa Islamskiego. W wyniku nalotów zniszczone miały zostać składy amunicji, paliwa oraz obozy szkoleniowe dżiahdystów znajdujące się w okolicy miasta Ar-Rakka.
Rosyjskie Tu-22M3 z 52. Ciężkiego Pułku Bombowego Gwardii zostały użyte podczas inwazji Rosji na Ukrainę, bombardując 15 kwietnia 2022 roku teren zakładów Azowstal w obleganym Mariupolu trzytonowymi bombami FAB-3000 M-54.

## Plany modernizacji
W lutym 2012 rzecznik prasowy rosyjskich wojsk lotniczych podał do publicznej wiadomości informację o planowanej modernizacji bombowców strategicznych Tu-22M3. Projekt ma objąć około 30 samolotów z posiadanej floty, cechujących się najmniejszym stopniem wyeksploatowania, i zakończyć się w 2020. Maszyny zostaną wyposażone w nowe systemy awioniczne (komputer pokładowy, radiostacje, systemy rozpoznania); dane w kabinie pilotów prezentowane będą na wielofunkcyjnych wyświetlaczach ciekłokrystalicznych. Samoloty mają zostać przystosowane do przenoszenia nowych systemów uzbrojenia (być może chodzi tu o pocisk rakietowy Ch-32, rozwinięcie konstrukcji przenoszonego obecnie Ch-22). Prawdopodobnie również przeprowadzone zostaną remonty płatowców oraz silników, skutkujące wydłużeniem resursów. Zmodyfikowane w ten sposób bombowce określane będą jako Tu-22M3M.
Wnioskując z ogłoszonego w 2010 planu rozwoju Sił Powietrznych FR, zakładającego stopniowe wycofywanie starzejącego się sprzętu lotniczego, możliwe jest, że po roku 2020 Tu-22M3M będą jedynym i ostatnim wariantem Backfire służącym w rosyjskim lotnictwie wojskowym. Ich następcą będzie nowa generacja bombowców dalekiego zasięgu, projektowana w biurze konstrukcyjnym Tupolewa.

## Ciąg oznaczeń
- Tupolew: Tu-103 – Tu-104 – Tu-105 – Tu-106 – Tu-107 – Tu-110 – Tu-114
- Siły Powietrzne ZSRR: Tu-14 – Tu-16 – Tu-20 – Tu-22/Tu-22M – Tu-24 – Tu-26 – Tu-28 – Tu-160